# Diapetimorpha introita
Diapetimorpha introita är en stekelart som först beskrevs av Cresson 1872.  Diapetimorpha introita ingår i släktet Diapetimorpha och familjen brokparasitsteklar. Inga underarter finns listade i Catalogue of Life.

## Bildgalleri

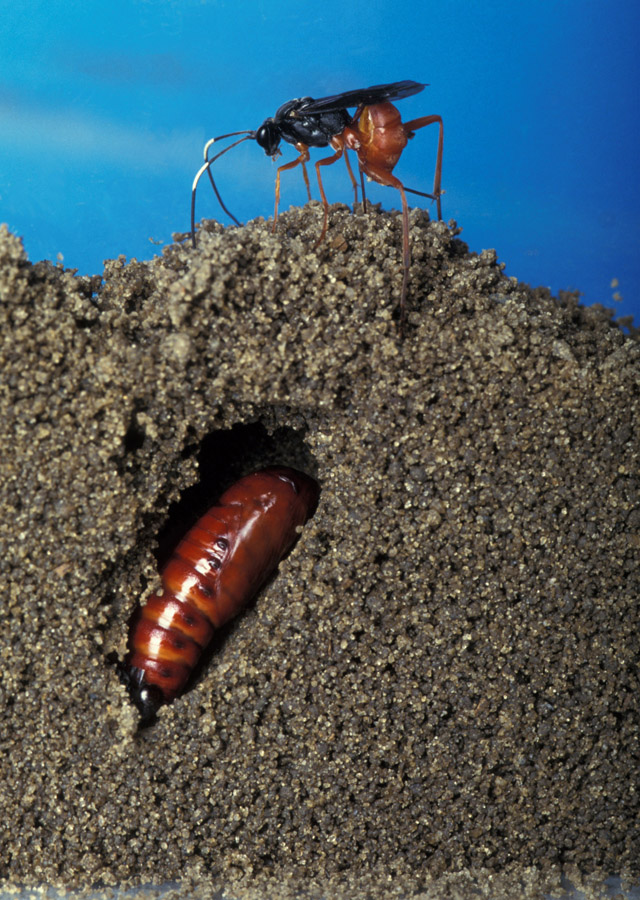